# Repetitiewerk

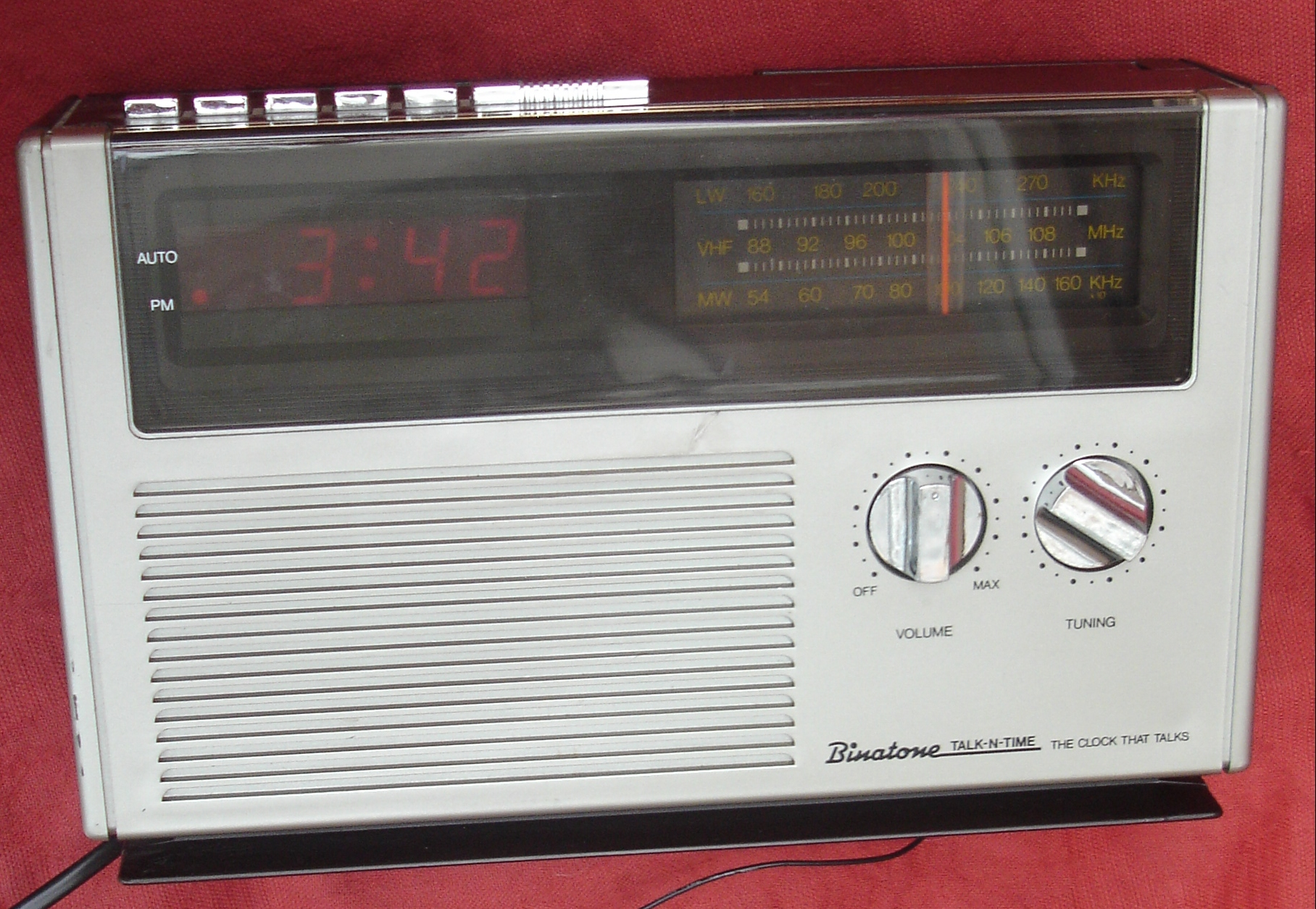
Wekkerradio met repetitiewerk. Drukt men op de grote knop bovenaan, dan zegt de radio "three forty-two" als het 3:42 uur is.

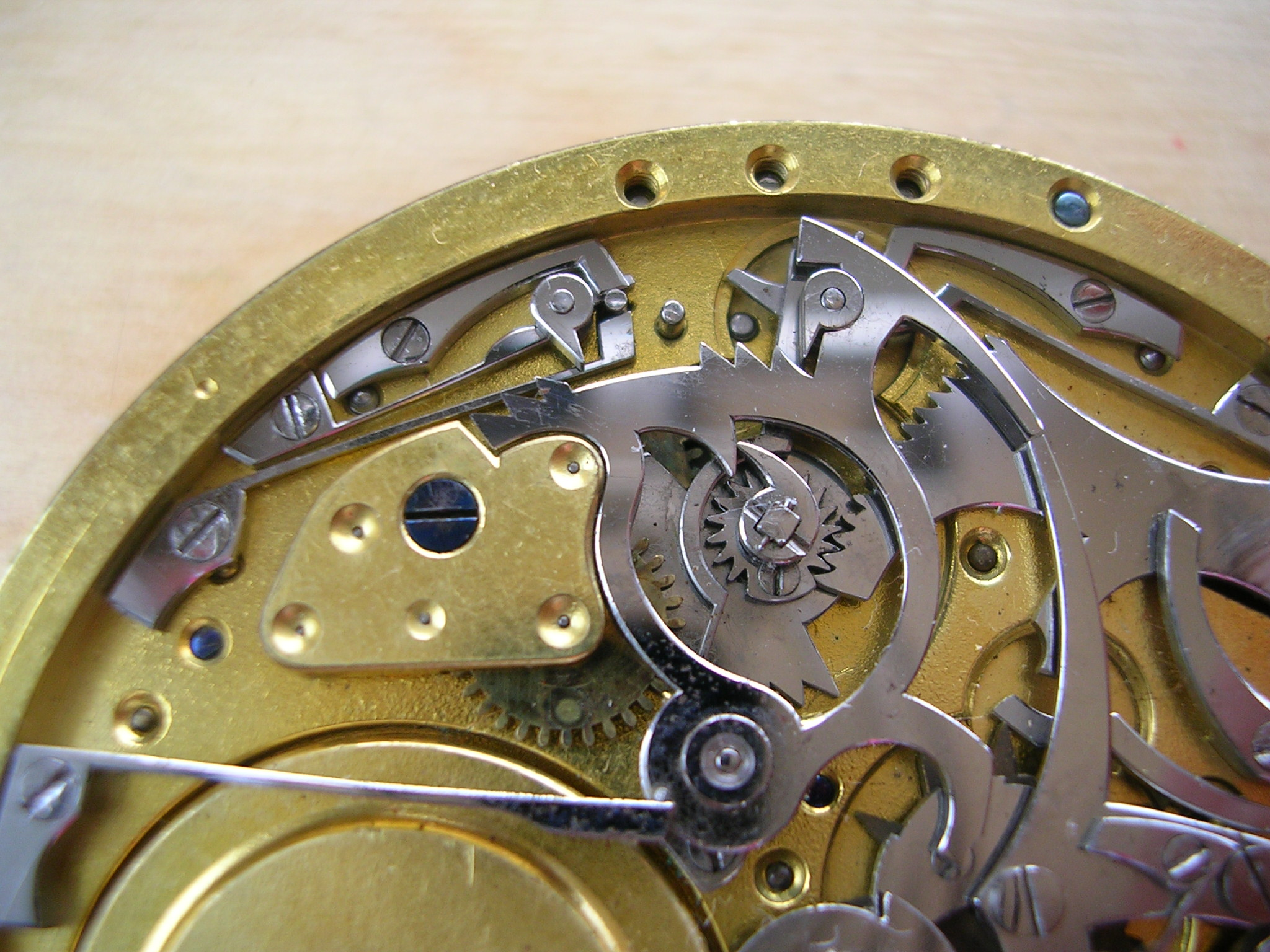
Horloge met kwartierrepetitie

Een repetitiewerk is een inrichting aan een uurwerk die op commando laat horen hoe laat het is.
Het is heel gewoon dat een uurwerk de uren slaat, maar een repetitiewerk doet dat op ieder gewenst moment, nadat er op een knop is gedrukt of aan een koordje is getrokken.
Het spreekt vanzelf dat voor een repetitiewerk een gecompliceerde mechanische techniek nodig is, en zulke uurwerken zijn dan ook niet goedkoop. Met moderne elektronica is dat anders - een elektronisch horloge met repetitiewerk en de hiernaast afgebeelde wekkerradio zijn voor iedereen betaalbaar.
Voorheen was repetitiewerk een nuttig middel om in het donker de tijd af te lezen. Thans, met elektrisch licht en lichtgevende wijzerplaten, is het enkel een duur speeltje dat alleen voor blinden nuttig kan zijn.
Horloges met repetitiewerk worden onder andere gemaakt door Patek Philippe. Zo'n horloge bevat twee belletjes. Wordt er om 3.42 uur op de knop gedrukt, dan klinken er drie hoge tonen, vier dubbele tonen en twee lage tonen. Dit heet minuutrepetitie. Er zijn ook uurwerken die de tijd minder nauwkeurig aangeven, bijvoorbeeld met een nauwkeurigheid van vijf minuten of een kwartier.
Er bestaat zelfs een uurwerk dat de tijd in Romeinse cijfers laat horen: ding-dong betekent IV (vier uur) en dong-ding-ding betekent VII (zeven uur).
De gebroeders Grönefeld in Oldenzaal brachten in november 2008 een horloge met minuutrepetitie op de markt. De prijs is 325 000 euro.